# Michael Lammer
Michael Lammer (ur. 25 marca 1982 w Zurychu) – szwajcarski tenisista, reprezentant w Pucharze Davisa. W zawodowej karierze wygrał 1 turniej w grze podwójnej rangi ATP World Tour.

## Kariera tenisowa
Jako profesjonalista Lammer pierwszy znaczący sukces odniósł na początku lipca 2007 roku, wygrywając turniej rangi ATP Challenger Tour w Montauban. W połowie listopada roku 2008 zwyciężył w zawodach tej samej kategorii w Puebli. W turniejach rangi ATP World Tour najlepszym wynikiem Szwajcara jest ćwierćfinał rozgrywek w Auckland z roku 2010, gdzie przechodząc najpierw eliminacje dotarł do ćwierćfinału turnieju głównego, pokonując m.in. Juana Carlosa Ferrero. W grze podwójnej Lammer wygrał na przełomie lipca i sierpnia 2009 roku turniej ATP World Tour w Gstaad na nawierzchni ziemnej. Wspólnie z Marco Chiudinellim, grając z tzw. dziką kartą, pokonali w finale parę nr 1. turnieju Jaroslav Levinský-Filip Polášek 7:5, 6:3.
Od roku 2006 Lammer reprezentuje Szwajcarię w Pucharze Davisa. Do końca 2012 roku rozegrał dla zespołu pięć przegranych pojedynków singlowych oraz jeden mecz deblowy, który zakończył się zwycięstwem Szwajcara nad polskim deblem Mariusz Fyrstenberg-Marcin Matkowski.
Najwyżej sklasyfikowany w rankingu singlistów był na 150. miejscu w listopadzie 2009 roku.

### Finały w turniejach ATP World Tour
| Nazwa                       |
| --------------------------- |
| Wielki Szlem                |
| Igrzyska olimpijskie        |
| ATP World Tour Finals       |
| ATP World Tour Masters 1000 |
| ATP World Tour 500          |
| ATP World Tour 250          |

#### Gra podwójna (1–0)
| Końcowy wynik | Nr | Data            | Turniej | Nawierzchnia | Partner           | Przeciwnicy                     | Wynik finału |
| ------------- | -- | --------------- | ------- | ------------ | ----------------- | ------------------------------- | ------------ |
| Zwycięzca     | 1. | 2 sierpnia 2009 | Gstaad  | Ceglana      | Marco Chiudinelli | Jaroslav Levinský Filip Polášek | 7:5, 6:3     |